# Финдлей, Аарон
Аарон Финдлей (англ. Aaron Findlay) — австралийский и российский игрок в регбилиг.

## Биография
Играл во второй линии нападения, известен по выступлениям за клуб «Кентербери-Бэнкстаун Булдогс». В 2000 году стал одним из семи австралийских граждан, благодаря русским корням получивший право играть за сборную России на чемпионате мира по регбилиг 2000 года. За сборную России он провёл два матча на турнире.